# Chhoser
Chhoser – gaun wikas samiti w zachodniej części Nepalu w strefie Dhawalagiri w dystrykcie Mustang. Według nepalskiego spisu powszechnego z 2001 roku liczył on 174 gospodarstw domowych i 783 mieszkańców (393 kobiet i 390 mężczyzn).